# الحرب الروسية التركية (1735-1739)
نشبت الحرب الروسية التركية –التي امتدت منذ عام 1735 حتى عام 1739– بين الإمبراطورية الروسية والدولة العثمانية بسبب حرب الدولة العثمانية مع بلاد فارس والغزوات المستمرة التي شنها تتار القرم. ومثّلت الحرب أيضًا كفاح روسيا المستمر من أجل الحصول على منفذ يطل على البحر الأسود. في عام 1737، انضمت النمسا إلى الحرب واصطفت في صف روسيا، ضمن ما عُرف تأريخيًا باسم الحرب النمساوية التركيا بين عامي 1737–1739.

## الدبلوماسية الروسية قبل الحرب
مع اندلاع الحرب الروسية التركية، كانت روسيا قد استطاعت أن تؤمن لنفسها وضعًا دوليًا أفضل عن طريق توقيع معاهدات مع الإمبراطورية الفارسية بين عامي 1732–1735 (التي كانت تخوض حربًا مع الدولة العثمانية بين عامي 1730–1735) ودعم وصول أغسطس الثالث إلى العرش البولندي في عام 1735 عوضًا عن المنفي الفرنسي ستانيسلاف ليزينسكي، الذي رُشِّح إلى المنصب من قبل فرنسا المناصرة للأتراك. وكانت النمسا حليفة لروسيا منذ عام 1726.

## أحداث الحرب بين عامي 1735–1738
تمثلت ذريعة الحرب في غزوات تتار القرم على هتمانات القوزاق (أوكرانيا) في نهاية عام 1735 وحملة الخان القرمي العسكرية في القوقاز. وفي عام 1736، خطّط القادة الروس للاستيلاء على آزوف والقرم.
في عام 1735، عشية الحرب توصل الروس إلى السلام مع بلاد فارس، وأعادوا لها كل ما تبقى من الأراضي التي غُزيت خلال الحرب الروسية الفارسية (معاهدة غنجة).
في 20 مايو 1736، هاجم جيش نهر دنيبر الروسي (62,000 رجل) بقيادة المشير بوركهارد كريستوف فون مونيش تحصينات القرم في بيركوب على حين غرة، واحتل باختشيساراي في 17 يونيو. أخفق خانات القرم في الدفاع عن أرضهم ودحر الغزو، واستمرت طلائع الجيوش الروسية خلال أعوام 1736 و1737 و1738 باختراق معاقلهم الدفاعية والتوغل في أعماق شبه جزيرة القرم، دافعةً نبلاء التتار نحو التلال ومرغمة الخان فاتح جيري (بالإنجليزية: Khan Fet’ih Girey) على أن يلوذ بالبحر. أضرموا النيران بمدينتي كوزلوه وكاراسوبازار (بيلوهيرسك)، وأحرقوا قصر الخان في عاصمة القرم، باختشيساراي، واستولوا على الحصن العثماني في آزوف. تعرض الخان كابلان جيري (بالإنجليزية: Kaplan Girey) والخان فاتح جيري للعزل من قِبل السلطان العثماني نظرًا لانعدام كفاءتهما. غير أن الطاعون انتشر بين عامي 1737 و1739 بشكل ملحوظ، وشلّ الوباء جميع أطراف النزاع وأرهقتهم الظروف غير الصحية. وعلى الرغم من نجاحه وسلسلة انتصاراته في ميدان القتال، تضافر تفشي الوباء ونقص المؤن ليرغما مونيش على الانسحاب إلى أوكرانيا. وفي 19 يونيو، تمكن جيش نهر الدون الروسي (28,000 رجل) تحت إمرة الفريق أول بيتر ليسي، بدعم من أسطول نهر الدون الصغير بقيادة الفريق البحري بيتر بريدال، من الاستيلاء على حصن آزوف. وفي يوليو 1737، داهم جيش مونيش الحصن التركي في أوتشاكيف على حين غرة. وزحف جيش ليسي (الذي أصبح عديده 40,000 رجل) داخل القرم في الشهر نفسه وسيطر على كاراسوبازار، غير أن ليسي وفرقه العسكرية اضطروا إلى مغادرة القرم بسبب انعدام المؤن. انتهت حملة القرم العسكرية في عام 1736 بانسحاب روسيا إلى داخل أوكرانيا، بعد تكبّد خسائر يُقدر عددها ب ـ30,000 رجل، لم يُفقد سوى 2,000 منهم لأسباب مرتبطة بالحرب في حين أتت الأمراض والمجاعة على ما تبقى من هذا العدد.
في يوليو 1737، دخلت النمسا في الحرب ضد الدولة العثمانية، لكنها تعرضت للهزيمة عدة مرات، كان من بينها معركة بانيا لوكا في 4 أغسطس 1737، ومعركة غروتسكا في 18 و21 و22 يوليو 1739، ثم خسرت بلغراد بعد الحصار العثماني الذي امتد منذ 18 يوليو حتى سبتمبر في عام 1739. في أغسطس، بدأت روسيا والنمسا والدولة العثمانية في خوض المفاوضات في نيميريف، الأمر الذي لم يُفضِ إلى شيء ذي جدوى. لم تحدث عمليات عسكرية ذات أهمية في عام 1738، واضطر الجيش الروسي إلى مغادرة أوتشاكيف وكينبورن بسبب تفشي الوباء.
وفقًا للرواية العثمانية الإسلامية للحرب، التي تُرجمت إلى الإنجليزية على يد ك. فريزر، فقد شاركت نساء البوسنة المسلمات في القتال ضمن المعركة لأنهن كن «يتمتعن بشجاعة الأبطال» ضد الألمان النمساويين خلال حصار حصن أوسترفيتش أتيك (بالإنجليزية: Osterwitch–atyk)، وقاتلت النساء أيضًا في معارك الدفاع عن حصني بوزين وشيتين (بالإنجليزية: Būzin and Chetin). وتعرضت كل من ييني بازار وإيزفورنيك وأوسترفيتش أتيك وشيتين وبوزين وغراديشكا وبانالوكا (بالتركية: Yeni Pazar, Izvornik, Östroviç–i âtık, Çetin, Būzin, Gradişka, and Banaluka) أيضًا إلى الهجمات النمساوية. ثمة رواية فرنسية وصفت شجاعة نساء البوسنة المسلمات اللاتي قاتلن في الحرب.

## المرحلة الأخيرة من الحرب
في عام 1739، عبر الجيش الروسي –بقيادة المشير مونيش– نهر دنيبر، وهزم الأتراك في معركة ستافوخاني واحتل حصن خوتين (19 أغسطس) وياش. غير أن الهزيمة لحقت بالنمسا على يد الأتراك في معركة غروتسكا فوقّعت على معاهدة مستقلة في بلغراد مع الدولة العثمانية في 21 أغسطس، بسبب تخوفها من إمكانية نجاح الجيش الروسي على الأغلب. وكان من شأن هذا، إلى جانب التهديد الوشيك بغزو سويدي، والتحالفات التي قامت بين الدولة العثمانية وبروسيا وبولندا والسويد، إرغام روسيا على توقيع معاهدة نيش مع تركيا في 29 سبتمبر، ما أدى إلى انتهاء الحرب. منحت معاهدة السلام آزوف لروسيا وعززت السيطرة الروسية على زاباروجيا.
بالنسبة إلى النمسا، فقد كانت الحرب هزيمة مدوية. كانت القوات الروسية أكثر نجاحًا بكثير في ميدان المعركة، لكنهم خسروا عشرات الآلاف من الرجال بسبب الأمراض. ويستحيل تقدير أرقام الخسائر والانشقاقات العسكرية في صفوف العثمانيين.